# Palacio de La Moneda
Il Palacio de La Moneda (Palazzo della Zecca), o più semplicemente La Moneda, è la residenza ufficiale del Presidente della Repubblica del Cile. Vi sono ospitati anche il Ministero degli Interni, la Segreteria Generale della Presidenza della Repubblica e la Segreteria Generale del Governo.
Si trova nel centro della capitale Santiago del Cile, nel cosiddetto Barrio Cívico, dove occupa un intero isolato compreso fra le vie Moneda (a nord), Morandé (a est), Teatinos (a ovest) e il grande viale Libertador Bernardo O'Higgins (a sud). Lo scenografico ingresso settentrionale si apre sull'ampia Plaza de la Constitución, mentre la facciata meridionale copre un lato della vasta area pedonale della Plaza de la Ciudadanía ("piazza della cittadinanza").

## Storia del palazzo
Già nel 1548 il cabildo di Santiago aveva chiesto al Consiglio delle Indie l'autorizzazione a battere moneta nella propria città. Avutane risposta negativa, attese fino al 1732 per rinnovare la petizione, cui l'11 ottobre del 1743 l'allora sovrano Filippo V di Spagna diede la propria approvazione addossandone però ogni onere al "tesoriere perpetuo" Francisco García Huidobro.
Anche se il primo conio cileno porta la data del 1744, la Casa de Moneda di Santiago entrò in funzione solo nel 1749 nel Palacio Viejo, un'antica casa di calle Huerfanos con Morandé, emettendo le sue prime monete con il busto del re Ferdinando VI il 10 settembre del 1749.
Nel 1770, vista la redditività dell'impresa, re Carlo III sciolse il contratto con Huidobro e il 15 giugno 1772 prese solenne possesso della "Real Casa" nella persona di don Domingo de Eyzaguirre e ne trasferì la sede nel più ampio collegio gesuitico Máximo de San Miguel, ma fin da allora si cominciò a progettare la costruzione di un edificio apposito per la zecca cilena.

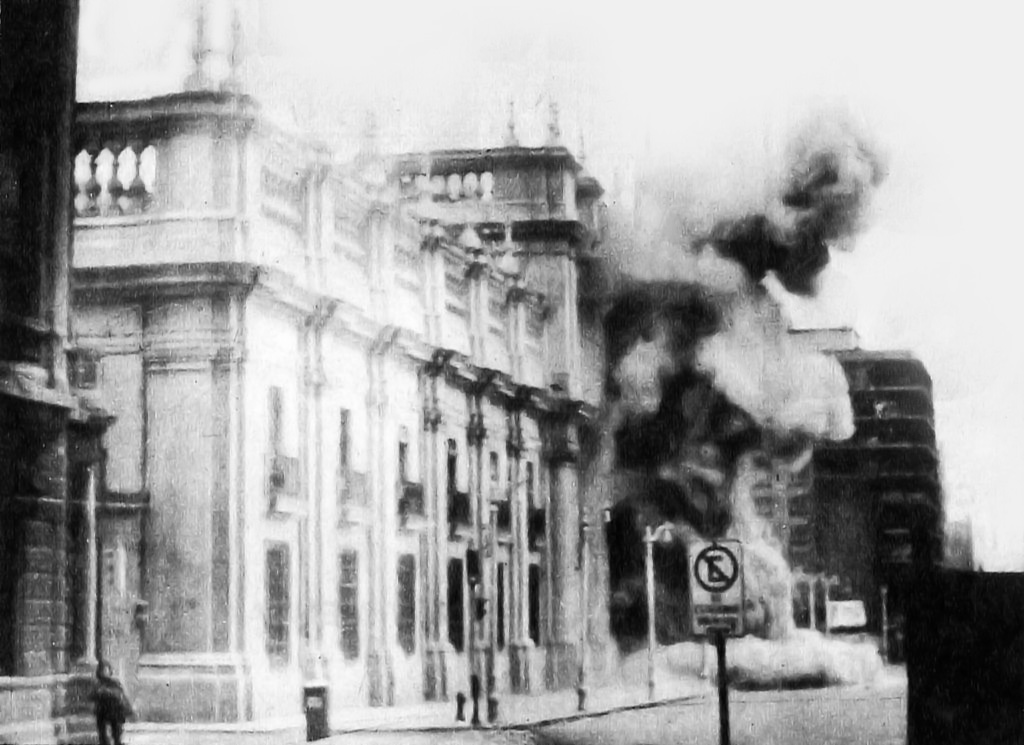
Il Palacio de La Moneda bombardato durante il colpo di Stato in Cile del 1973.

Dopo un primo progetto dell'ingegner José Antonio Birt, respinto nel 1780, la costruzione della nuova sede della Real Casa de Moneda cilena venne affidata all'architetto romano Gioacchino Toesca, che la eresse fra il 1784 e il 1812 dotandola di mura talmente ampie (oltre 1 metro di spessore) da consentirle di superare indenne, insieme a poche altre costruzioni coloniali, i disastrosi terremoti che funestarono nei secoli successivi la zona altamente sismica di Santiago. Toesca analizzò anche con attenzione i meccanismi di produzione e l'organizzazione del lavoro tipici della zecca allo scopo di stabilire le dimensioni e la disposizione interna dei locali più idonee, andando perfino a visitare la zecca peruviana di Lima per documentarsi.
Architettonicamente il Palacio de La Moneda costituisce il più importante e il più armonioso edificio eretto in Cile nell'epoca coloniale e le sue ampie dimensioni non mancarono di attirargli severe critiche, soprattutto se confrontate con quelle di una piccola città com'era allora Santiago. In puro stile neoclassico italiano (unico esempio in tutta l'America), reso molto sobrio dall'adozione dell'ordine dorico, è caratterizzato da spazi ampi ed equilibrati: sulla facciata si aprono 14 finestre rettangolari, sette a destra e sette a sinistra dell'alto portale d'ingresso, sormontate da altrettante aperture con balconcino al piano superiore e coronate da una balaustra all'ultimo piano; l'andamento orizzontale, che trasmette forza e stabilità, è articolato in 15 campate marcate da semicolonne e s'impenna nelle tre campate centrali, un piano più alte e contrassegnate da colonne e semicolonne binate e da timpani aggettanti.

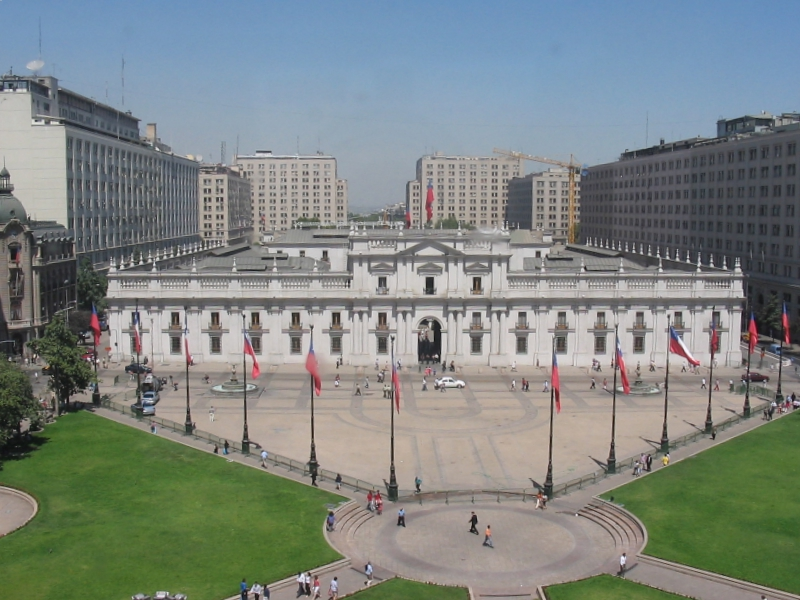
Il Palacio de La Moneda e la Plaza de la Constitución (veduta dall'alto).

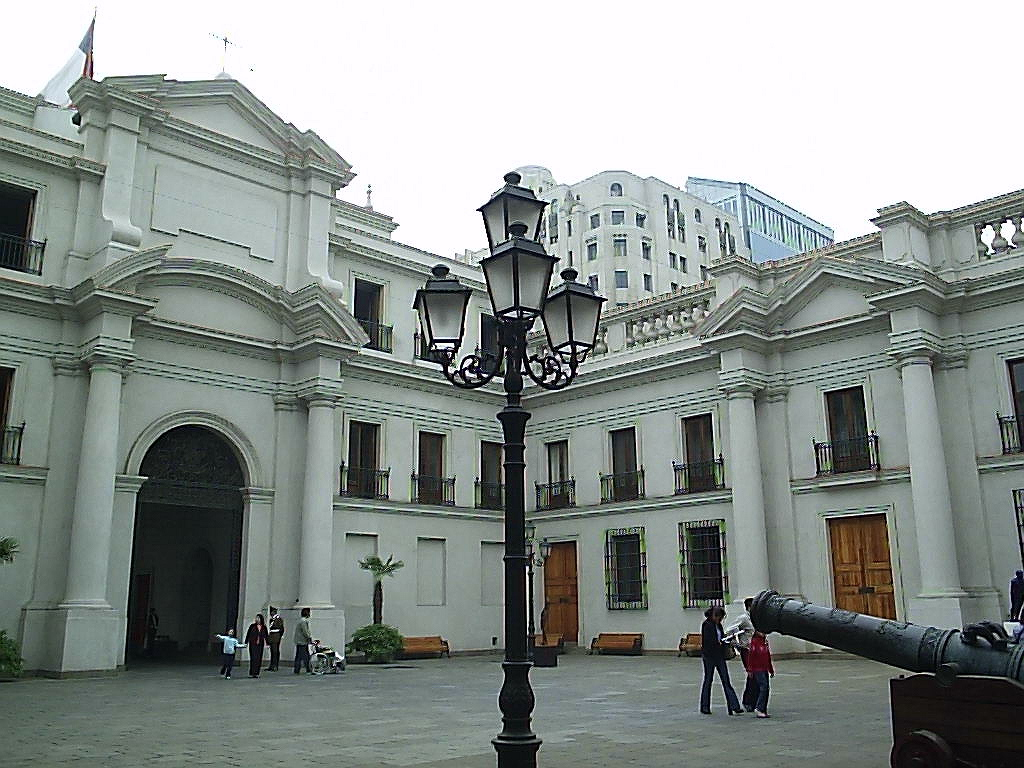
Il Patio de los cañones (cortile dei cannoni), all'interno del Palacio de La Moneda.

Morto l'architetto Toesca nel 1799, il suo posto fu preso dall'ingegnere militare Agustín Caballero, che inaugurò ufficialmente il palazzo nel 1805 insieme al governatore spagnolo dell'epoca Luis Muñoz de Guzmán nonostante i lavori non fossero ancora completati. Secondo le intenzioni originarie venne adibito a sede della zecca a partire dal 1814 e, anche dopo l'indipendenza del Cile (1818), vi si continuarono a coniare monete fino al 1929; il che spiega l'origine del suo nome.
Il Palacio de La Moneda divenne la sede del governo e la residenza del presidente della repubblica a partire dal giugno 1845, durante il mandato di Manuel Bulnes Prieto. Nel 1929, nell'ambito di un progetto di rivitalizzazione del Barrio Cívico che fece seguito e completò l'opera di ammodernamento della capitale già avviata in corrispondenza del primo anniversario dell'indipendenza, le attività della zecca vennero trasferite e davanti al monumentale ingresso settentrionale dell'edificio fu realizzata la grande spianata di Plaza de la Constitución. L'anno successivo si intervenne anche sulla facciata meridionale, aggiungendovi un intero piano. Il palazzo continuò ad ospitare gli appartamenti presidenziali fino al termine del mandato di Carlos Ibáñez del Campo (1958) e, come da tradizione, continuò anche il libero transito pedonale nei suoi cortili interni fino al 1970, quando venne sospeso per motivi di sicurezza dopo l'assassinio del generale René Schneider.
Durante il golpe dell'11 settembre 1973 l'edificio fu bombardato da terra e dal cielo, subendo seri danni soprattutto nelle strutture interne. Il presidente Salvador Allende si sarebbe suicidato all'interno del palazzo per non cadere nelle mani dei golpisti. I lavori di restauro e di riparazione furono completati l'11 marzo 1981 e per tutto quel periodo la sede del governo fu trasferita nell'Edificio Diego Portales, mentre al di sotto della Plaza de la Constitución venne ricavato un complesso di uffici e appartamenti sotterranei (il cosiddetto "bunker") per il generale Augusto Pinochet e i suoi successori.
Nel corso dei lavori condotti dalla Direzione di architettura del Ministero delle opere pubbliche, per rispettare fedelmente la linea architettonica data originariamente da Toesca, venne anche chiuso l'ingresso laterale di calle Morandé 80, creato nel 1906 dal presidente Pedro Montt come ingresso privato alla residenza presidenziale. Da quella porta però era uscita la salma del presidente Allende nel 1973 e trent'anni dopo, l'11 settembre 2003, il presidente Ricardo Lagos la fece riaprire per il suo significato altamente simbolico e, per lo stesso motivo, concesse nuovamente ai privati cittadini la possibilità di accedere ai cortili interni del palazzo.
Di fronte alla facciata meridionale, nel gennaio 2006 è stato inaugurato il Centro Cultural Palacio de La Moneda, realizzato dall'architetto Cristián Undurraga distribuendo oltre 7.200 m² di superficie su tre piani al di sotto dell'enorme spazio pedonale con fontane e specchi d'acqua (attraverso i quali passa la luce naturale) di Plaza de la Ciudadanía, che ha sostituito la precedente Plaza de la Libertad. Il progetto originale, inquadrato nella serie di opere pubbliche programmate per il bicentenario dell'indipendenza, prevede anche il futuro incanalamento in un sottopasso delle due carreggiate del viale Libertador Bernardo O'Higgins, che attualmente impediscono l'ampliamento della piazza e il congiungimento con la sua parte meridionale chiamata Plaza de la Cultura.

## Collegamenti esterni

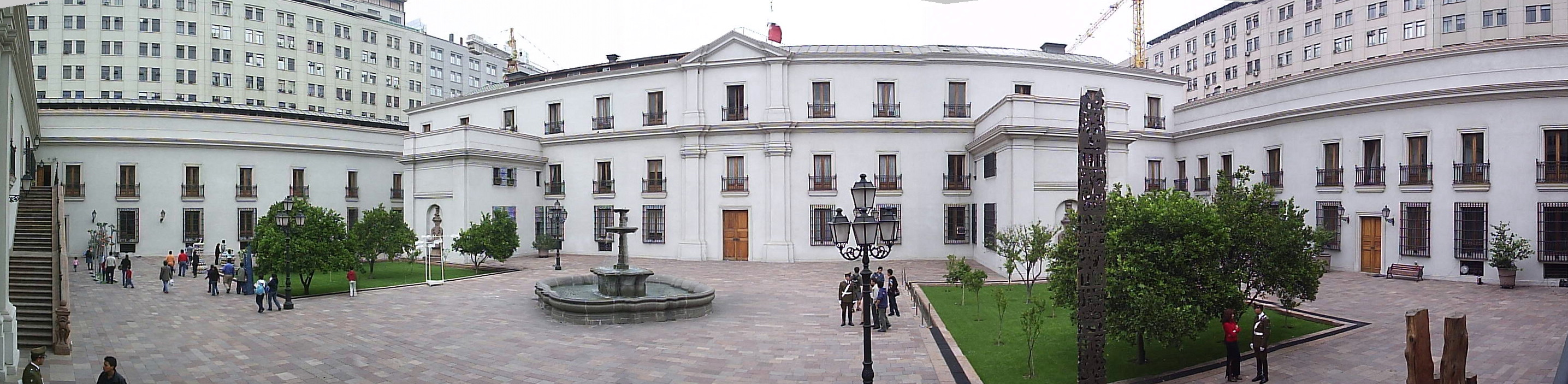
Il Patio de los naranjos (cortile degli aranci), all'interno del Palacio de La Moneda, riportato alle sue linee originali dal restauro del 1981.